# Tritão (anfíbio)
Tritão é o nome comum dado a anfíbios pertencentes à subfamília Pleurodelinae (família Salamandridae). A característica comum a todas as espécies de tritão é a sua permanência prolongada em pontos de água doce durante a época de reprodução. Esta pode durar vários meses por ano, dependendo da espécie em questão.
Os tritões são todos os membros da família Salamandridae excluindo as "verdadeiras" salamandras: os géneros Salamandra, Chioglossa, Mertensiella, Lyciasalamandra e Salamandrina.
Estão presentes em toda a Europa, Ásia, América do Norte e norte de África. Em Portugal podem ser encontradas as duas espécies de tritão-marmoreado (Triturus marmoratus e T. pygmaeus), o tritão-ibérico (Lissotriton boscai), o tritão-palmado (Lissotriton helveticus) e a salamandra-de-costelas-salientes (Pleurodeles waltl).

## Características
Tal como todos os membros da ordem Caudata, os tritões são caracterizados por um corpo semelhante ao dos lagartos, com quatro membros de tamanho idêntico e uma cauda distintiva. As larvas aquáticas possuem dentes verdadeiros em ambas as maxilas, e guelras externas.
Têm a capacidade de regenerar membros, olhos, espinal medula, coração, intestinos, e maxilas superior e inferior. As células no local da lesão têm a capacidade de se diferenciar, reproduzir rapidamente, e se diferenciar novamente, criando um novo membro ou órgão.
Muitos tritões produzem toxinas nas secreções da pele como mecanismo de defesa contra predadores.  Os tritões Taricha do oeste da América do Norte são particularmente tóxicos; o Taricha granulosa do noroeste do Pacífico produz tetrodotoxina mais do que suficiente para matar um ser humano adulto. Para provocar danos, as toxinas têm que penetrar no organismo sendo ingeridas ou através de um lesão da pele.

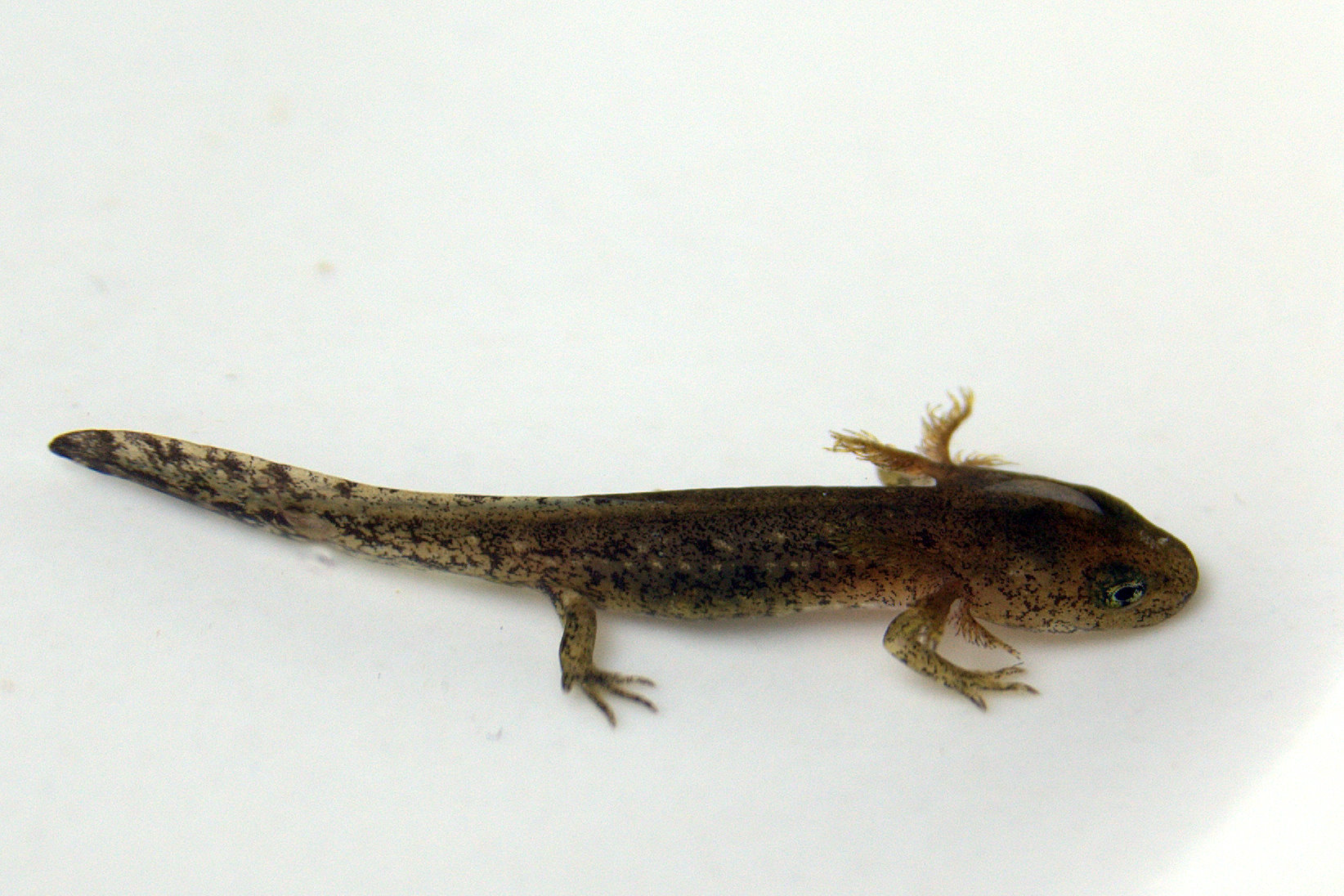
Larva de tritão-palmado. De notar as guelras externas

## Taxonomia

### Sub-família Pleurodelinae

#### GéneroCynops
- Cynops chenggongensis
- Cynops cyanurus
- Cynops ensicauda
- Cynops orientalis
- Cynops orphicus
- Cynops pyrrhogaster
- Cynops wolterstorffi

#### GéneroEchinotriton
- Echinotriton andersoni
- Echinotriton chinhaiensis

#### GéneroEuproctus
- Euproctus asper
- Euproctus montanus
- Euproctus platycephalus

#### GéneroLissotriton
- Lissotriton boscai - Tritão-ibérico
- Lissotriton helveticus - Tritão-palmado
- Lissotriton italicus
- Lissotriton montandoni - Tritão-dos-cárpatos
- Lissotriton vulgaris - Tritão-comum

#### GéneroMesotriton
- Mesotriton alpestris - Tritão-alpino

#### GéneroNeurergus
- Neurergus crocatus
- Neurergus kaiseri
- Neurergus microspilotus
- Neurergus strauchii

#### GéneroNotophthalmus
- Notophthalmus meridionalis
- Notophthalmus perstriatus
- Notophthalmus viridescens

#### GéneroOmmatotriton
- Ommatotriton ophryticus
- Ommatotriton vittatus

#### GéneroPachytriton
- Pachytriton brevipes
- Pachytriton labiatus

#### GéneroParamesotriton
- Paramesotriton caudopunctatus
- Paramesotriton chinensis
- Paramesotriton deloustali
- Paramesotriton fuzhongensis
- Paramesotriton guanxiensis
- Paramesotriton hongkongensis
- Paramesotriton laoensis

#### GéneroPleurodeles
- Pleurodeles nebulosus
- Pleurodeles poireti
- Pleurodeles waltl - Salamandra-de-costelas-salientes

#### GéneroTaricha
- Taricha granulosa
- Taricha rivularis
- Taricha torosa

#### GéneroTriturus
- Triturus carnifex - Tritão-de-crista-italiano
- Triturus cristatus - Tritão-de-crista
- Triturus dobrogicus - Tritão-de-crista-do-danúbio
- Triturus karelinii
- Triturus marmoratus - Tritão-marmoreado
- Triturus pygmaeus

#### GéneroTylototriton
- Tylototriton asperrimus
- Tylototriton hainanensis
- Tylototriton kweichowensis
- Tylototriton shanjing
- Tylototriton taliangensis
- Tylototriton verrucosus
- Tylototriton wenxianensis